# Bath (Illinois)
Bath es una villa ubicada en el condado de Mason en el estado estadounidense de Illinois. En el Censo de 2010 tenía una población de 333 habitantes y una densidad poblacional de 352,25 personas por km².

## Geografía
Bath se encuentra ubicada en las coordenadas 40°11′24″N 90°8′33″O / 40.19000, -90.14250. Según la Oficina del Censo de los Estados Unidos, Bath tiene una superficie total de 0.95 km², de la cual 0.95 km² corresponden a tierra firme y (0%) 0 km² es agua.

## Demografía
Según el censo de 2010, había 333 personas residiendo en Bath. La densidad de población era de 352,25 hab./km². De los 333 habitantes, Bath estaba compuesto por el 100% blancos, el 0% eran afroamericanos, el 0% eran amerindios, el 0% eran asiáticos, el 0% eran isleños del Pacífico, el 0% eran de otras razas y el 0% pertenecían a dos o más razas. Del total de la población el 0.6% eran hispanos o latinos de cualquier raza.